# (2673) Lossignol
(2673) Lossignol est un astéroïde de la ceinture principale.

## Description
(2673) Lossignol est un astéroïde de la ceinture principale. Il fut découvert le 22 mai 1980 à La Silla par Henri Debehogne. Il présente une orbite caractérisée par un demi-grand axe de 3,21 UA, une excentricité de 0,15 et une inclinaison de 2,3° par rapport à l'écliptique.

## Compléments